# 김포교통
김포교통(金浦交通)은 서울특별시의 시내버스 업체이고, 본사 소재지는 서울특별시 강서구 금낭화로 170 (방화동)에 있다.

## 개요
1970년 7월 2일 대륙교통(영등포구 양평동 소재, 1976년 폐업)에서 김포시를 기점으로 하는 버스 노선과 차량 20대를 분리, 독립하여 설립한 회사로, 본사는 서울특별시 강서구 방화동에 있다. 과거에는 인천광역시 서구 불로동 여우재고개 남쪽에 별도의 영업소를 운영하였으나, 불로동 일대 재개발로 매각되어 현재 방화동 본사만 남아 있다. 현재 김포교통에서는 세 개의 간선버스 노선과 세 개의 지선버스 노선을 운행 중이다. 2004년 서울특별시 버스 개편 때 김포교통은 다모아자동차에 지분을 출자하였으며, 개편으로 신촌교통에서 잉여차량을 인수받았다.

## 운행 노선
2023년 5월 13일 기준이다.
| 운행구간 | 운행노선 | 운행노선 | 운행노선           | 배차간격 (분) | 인가 대수 | 비고                                  |
| -------- | -------- | -------- | ------------------ | ------------- | --------- | ------------------------------------- |
| 651번    | 방화동   | ↔        | 관악구청           | 5~15          | 25        | 2004년 7월 1일 신설                   |
| 654번    | 방화동   | ↔        | 노들역             | 8~20          | 22        | 구 760번 좌석버스. 642번 변경 및 단축 |
| 672번    | 방화동   | ↔        | 이화여자대학교후문 | 10~18         | 15        | 구 130번 좌석버스. 9602번 단축        |
| 6629번   | 방화동   | ↔        | 영등포역           | 6~15          | 24        | 구 22번                               |
| 6648번   | 방화동   | ↔        | 양천구청           | 10~18         | 13        | 구 6641번 변경                        |
| 6712번   | 방화동   | ↔        | 서강대학교         | 10~116        | 18        | 구 130번 단축·변경                    |

## 미운행 노선 (변경, 폐선, 개편 등)
| 운행구간 | 운행노선       | 운행노선 | 운행노선                | 비고                                                                                |
| -------- | -------------- | -------- | ----------------------- | ----------------------------------------------------------------------------------- |
| 642번    | 방화동         | ↔        | 논현역                  | 구 760번 좌석버스. 2016년 7월 25일 노선 단축과 함께 654번으로 변경                  |
| 6600번   | 강서공영차고지 | ↔        | 경인아라뱃길 김포터미널 | 공항버스, 다모아자동차, 오케이버스와 공동배차로 운행하였다. 2011-10-29 ~ 2011-11-08 |
| 6641번   | 방화동         | ↔        | 불로동                  | 구 230번 연장. 2016년 1월 1일부터 6648번으로 변경                                   |
| 8661번   | 방화동         | ↔        | 당산역                  | 공항버스와 평일 출퇴근 시간대 공동배차로 운행하였다. 2009년 7월 11일 폐선           |
| 8663번   | 가양역         | →        | 여의도역                | 평일 출근 편도 노선. 2015년 2월 26일 운행 개시. 2016년 1월 1일부터 공동배차 철수    |
| 9602번   | 불로동         | ↔        | 세종문화회관 (광화문역) | 2010년 6월 1일 이대후문 단축과 함께 672번으로 형간 전환                             |

2004년 개편 전 운행 노선
- 9-1번: 방화역 - 양천향교역 - 등촌역 - 가양역 - 염창동 - 당산역 - 영등포구청역 - 당산동진로아파트 - 영등포역 - 영등포시장
- 22번: 방화역 - 공항시장역 - 김포공항 - 송정역 - 마곡역 - 발산역 - 화곡역 - 화곡시장 - 강서구청 - 그리스도신학대학 - 등촌역 - 통합병원 - 목동역 - 오목교역 - 양남사거리 - 영등포역 - 영등포시장 <현 6629번>
- 22-1번: 방화역 - 긴등마을 - 송정역 - 김포공항 - 송정중학교 - 강서면허시험장 - 신월5동 - 화곡역 - 화곡시장 - 강서구청 - 그리스도신학대학 - 가양역 - 염창동 - 용왕산 - 월촌초등학교, 월촌중학교 - 목동 한신, 청구아파트 (회차) <오케이버스 소속 현 6627번으로 노선이 일부 단축된 상황이고 회차 지점은 이화여자대학교 목동병원이라고 나와있으나 실제 청구아파트가 회차 지점이다. 원래 노선은 긴등마을 미경유로, 영등포역까지 운행이 되었으나, 수차례의 단축 및 회차 지점 변경을 거쳤다.>
- 41번: 방화역 - 공항시장역 - 송정역 - 마곡역 - 발산역 - 화곡역 - 화곡시장 - 강서구청 - 등촌역 - 염창역 - 성산대교 - 마포구청역 - (구)성산회관 - 서대문우체국 - 연세대학교 - 지상 신촌역 - 신촌로터리 (회차) <기존에는 김포공항을 경유하였으며, 68번 좌석버스와 마찬가지로 미도파 (현 롯데 영플라자)까지 운행하다가 1996년에 김포공항 미경유 및 신촌로터리로 단축되었다.>
- 68번 (좌석버스): 방화역 - 공항시장역 - 김포공항 - 송정역 - 마곡역 - 발산역 - 화곡역 - 등촌역 - 염창역 - 성산대교 - 마포구청역 - (구)성산회관 - 서대문우체국 - 연세대학교 - 지상 신촌역 - 이대역 - 종근당그룹 - 서울역 - 시청역 - 미도파 (현 롯데 영플라자, 정류장 위치는 한진빌딩 앞) <현 다모아자동차 간선버스 601번 및 노선 일부 변경>
- 130번 (도시형버스): 김포시 감정동 - 북변동 - 김포경찰서 - 김포고등학교 - 사우동 - 장릉입구 - 선수동 - 장곡 - 천둥고개 - 고촌 - 개화역 - 김포공항 - 공항시장역 - 양천향교역 - 가양아파트단지 - 염창동 - 성산대교 - 마포구청역 - (구)성산회관 - 서대문우체국 - 연세대학교 - 지하 신촌역 - 연희 나들목 <현 6712번으로 합정역 경유로 변경. 방화역, 김포공항으로 단축되었다. 1970년대 초반 급행 130번으로 김포-제2한강교-중앙청, 김포-제2한강교-을지로6가, 김포-화곡동 3개의 노선으로 운행이 되다가 1973년 3월 을지로6가 노선을 42번으로 분리하였다. 1980년 7월 성산대교 개통과 함께 김포읍-성산대교-연세대-아현동-광화문으로 노선이 조정되었으며, 1990년 130번 좌석 노선이 신설되면서 신촌로터리-연희동회차로 단축이 되었다. 1992년 가양아파트 입주로 6~9단지는 청색 노선이, 1~9단지는 적색 노선이 운행을 하였으며, 이후 2000년 청색 노선이 대폭 변경되어 김포공항-송정역-발산역-양천향교역으로 운행을 하였으며, 한 달 후 회차지점이 송정역으로 단축되고, 기점이 불로동으로 연장이 되었고, 노선번호가 230번으로 분리 되었다.>
- 130번 (좌석버스): 김포시 감정동 - 북변동 - 김포경찰서 - 김포고등학교 - 사우동 - 장릉 입구 - 선수동 - 장곡 - 천둥고개 - 고촌 - 개화역 - 개화산역 - 양천향교역 - 가양역 - 염창동 - 성산대교 - 마포구청역 - (구)성산회관 - 서대문우체국 - 연세대학교 - 지상 신촌역 - 경복궁역 - 세종문화회관 (광화문역) - 서울역사박물관 - 충정로역 - 아현역 - 이대역 - 지하 신촌역 <이하 역순> <개편후 광역버스 9602번으로 운행하다가, 현재는 672번으로 변경되어 운행하고 있다. 1990년 신설, 김포시 - 고촌 - 김포공항 - 공항시장 - 염창동 - 성산대교 - 연세대 - 신촌기차역 - 이대역 - 종근당 - 광화문 - 서대문으로 운행을 하였으며, 2001년 김포공항 경유에서 개화산역 경유로 변경하였고, 2003년 명물거리 회차를 신촌기차역 경유 - 봉원고가 회차로 임시 변경한 적이 있다.>
- 230번: 인천광역시 불로동 - 여우재고개 - 감정동 - 북변동 - 김포경찰서 - 김포고등학교 - 사우동 - 장릉 입구 - 선수동 - 장곡 - 천둥고개 - 고촌 - 개화역 - 송정역 <현 6641번으로 김포국제공항 경유 및 방화동까지 연장되었다. 2000년 130번 청색 노선이 분리되어 신설된 노선으로 2001년 김포공항 미경유로 변경하였다.>
- 1002번 (좌석버스): 인천광역시 오류동 - 풍무동 - 장릉입구 - 선수동 - 장곡 - 고촌 - 개화역 - 송정역 - 마곡역 - 발산역 - 양천향교역 - 가양아파트단지 - 염창동 - 여의도 - 국회의사당역 - 마포대교 - 마포역 - 공덕역 - 애오개역 - 충정로역 - 서울역사박물관 - 광화문역 - 시청역 - 종근당그룹 <이하 역순> <1992년 신설된 직행좌석 노선으로 김포교통, 공항버스, 공항교통 (현 공항리무진)에서 각각 6대를 투입하여 김포공항 - 시청을 운행하였다. 이후 김포교통 단독운행으로 변경된 후, 2000년에 풍무동, 계양구 오류동으로 연장되었다. 이후 2002년 12월 경기도 김포운수로 양도하여 현재까지 노선조정 후 운행중이다.>
- 그 외에 9-2번, 22-2번, 22번 과해지선, 42번, 42-1번, 412번, 426번, 좌석버스 310번, 가양마을버스 1번 / 1-1번 / 2번 / 2-1번, 방화마을버스 7번 등을 운행하였다.

## 보유 차량

#### KGM커머셜
- 에디슨모터스 화이버드
- KGM 스마트 110

#### 현대자동차
- 현대 뉴 슈퍼 에어로시티
- 현대 저상 뉴 슈퍼 에어로시티
- 현대 일렉시티

#### 비야디 자동차
- BYD eBus-12

## 사진

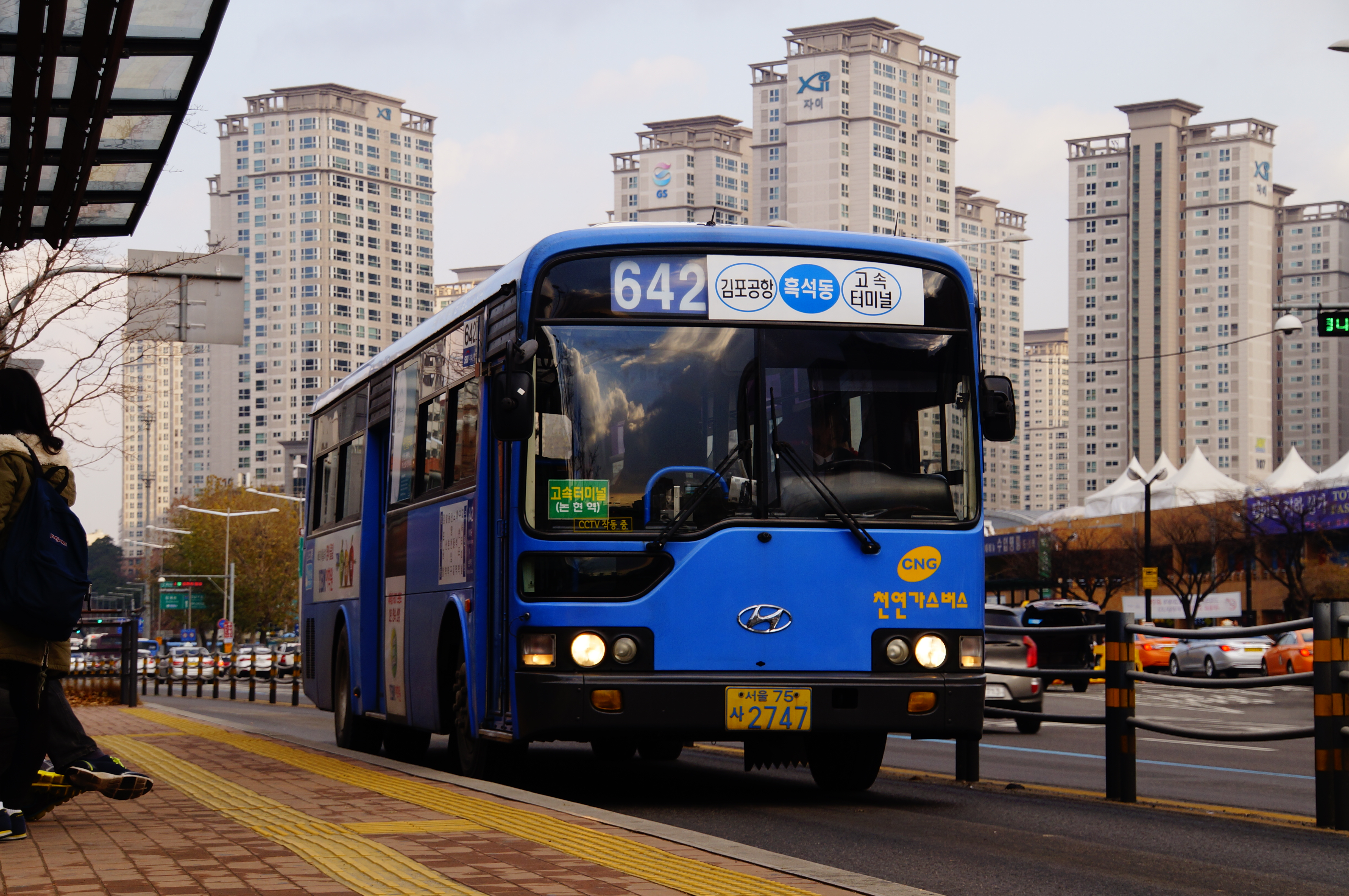
구 서울시내버스 642번